# 安茶
安茶是以安徽省祁门县为核心产区，以祁门槠叶种及以此为资源选育的无性系良种为主的茶树品种鲜叶为原料，按照初加工（摊晾、杀青、揉捻、晒坯、干燥）和精制（滚切、筛分、拣剔、风选、拼配匀堆、足火、露茶、蒸软、装篓成型、烘焙）等传统工艺和特有工艺，采用竹蒌、箬叶组合包装加工而成。